# Escoceses del Úlster
Los escoceses del Úlster (en escocés del Úlster: Ulstèr-Scotch; en inglés: Scots-Irish, en irlandés: Albanaigh na hUladh) o  escoceses-irlandeses (en escocés del Úlster: Scotch-Airisch) en Norteamérica, son un subgrupo étnico en Irlanda, que se encuentra principalmente en la provincia de Úlster y, en menor medida, en el resto de Irlanda. Sus antepasados eran en su mayoría colonos escoceses protestantes presbiterianos de las tierras bajas el mayor número provenía de Galloway, Lanarkshire, Renfrewshire, Ayrshire y las fronteras escocesas, incluidas las partes cercanas del norte de Inglaterra, con otros procedentes de más al norte en las tierras bajas de Escocia y, a un mucho menos, de las Tierras Altas de Escocia. Irlanda del Norte es uno de los cuatro países del Reino Unido. La mayoría de las personas que viven en Irlanda del Norte son ciudadanos británicos o irlandeses.
Estos escoceses emigraron a Irlanda en gran número como resultado de la plantación del Úlster aprobada por el gobierno, un proceso planificado de colonización que tuvo lugar bajo los auspicios de Jacobo I de Inglaterra y VI de Escocia en tierras confiscadas a miembros de la nobleza gaélica de Irlanda que huyó del Úlster, y como parte de una migración mayor o una ola de asentamientos no planificados.
Los escoceses del Úlster emigraron desde Irlanda en cantidades significativas a lo que ahora es los Estados Unidos y a todos los rincones del entonces imperio británico mundial, lo que ahora son Canadá, Australia, Nueva Zelanda, Sudáfrica, las Indias Occidentales, la India británica y en menor medida a Argentina y Chile.[cita requerida] Escocés-irlandés (o Scots-Irish) es un término tradicional para los escoceses del Úlster que emigraron a Estados Unidos.

## Historia

### Desarrollo temprano

Estandarte real de Irlanda desde 1542 hasta 1801

Bandera provincial tradicional de Úlster

Saltire escocés (Cruz de San Andrés)

Bandera de Inglaterra (Cruz de San Jorge)

La primera gran afluencia de ingleses fronterizos y escoceses de las tierras bajas en el Úlster irlandés se produjo en las dos primeras décadas del siglo XVII.
Primero, antes de la Plantación de Úlster e incluso antes de la Fuga de los Condes, existieron asentamientos escoceses independientes desde 1606 en el este de Down y Antrim. Fueron dirigido por los aventureros James Hamilton y Sir Hugh Montgomery, dos lairds de Ayrshire. Montgomery recibió la mitad de las tierras del rey de Tír Eógain Conn O'Neill , el señorío gaélico más grande y poderoso de Irlanda, como recompensa por ayudarlo a escapar del cautiverio inglés. Hamilton fue obligado a aceptar este trato cuando lo descubrió y, después de 3 años de disputas, el acuerdo final le dio a Hamilton y Montgomery cada uno de los un tercio de la tierra. 
A partir de 1609, los escoceses comenzaron a llegar a asentamientos patrocinados por el estado como parte de la Plantación del Úlster. Este plan tenía por objeto confiscar todas las tierras de la nobleza gaélica irlandesa en el Úlster y asentar la provincia con colonos protestantes escoceses e ingleses. Bajo este esquema, un número sustancial de escoceses se establecieron, principalmente en el sur y oeste del Úlster, en tierras confiscadas.[cita requerida]
Si bien muchos de los plantadores escoceses en el Úlster vinieron del suroeste de Escocia, un gran número vino del sureste, incluidas las regiones inestables a lo largo de la frontera con Inglaterra (Scottish Borders y Northumberland). Estos grupos eran de la cultura Borderers o Border Reivers, que tenían vínculos familiares en ambos lados de la frontera anglo-escocesa. El plan era que trasladar a estos fronterizos a Irlanda resolvería el problema de las fronteras y ataría al Úlster. Esto fue de particular preocupación para Jaime VI de Escocia cuando se convirtió en rey de Inglaterra, ya que sabía que la inestabilidad escocesa podría poner en peligro sus posibilidades de gobernar ambos reinos de manera efectiva.
Durante la rebelión irlandesa de 1641, la nobleza irlandesa nativa intentó extirpar a los colonos ingleses y escoceses en venganza por haber sido expulsados de sus tierras ancestrales, lo que provocó una violencia severa, masacres y, en última instancia, provocó la muerte de entre 4 y 6 mil colonos en el invierno de 1641-1642. Los civiles irlandeses nativos fueron masacrados a cambio. En 1642, los irlandeses nativos tenían el control de facto de gran parte de la isla bajo una Irlanda confederada, con aproximadamente un tercio bajo el control de la oposición. Sin embargo, muchos presbiterianos escoceses del Úlster se unieron a los irlandeses en rebelión y los ayudaron a expulsar a los ingleses. 
La población escocesa del Úlster en Irlanda era muy posiblemente  preservadas de la aniquilación completa  durante las guerras confederadas irlandesas posteriores, cuando un ejército escocés del Covenanter desembarcó en la provincia para proteger a los colonos escoceses del Úlster de los terratenientes nativos irlandeses.[cita requerida] La guerra en sí, parte de las Guerras de los Tres Reinos, terminó en la década de 1650, con la conquista Cromwelliana de Irlanda. Al frente del ejército, Oliver Cromwell conquistó toda Irlanda. Derrotando a los confederados irlandeses y a los realistas ingleses en nombre de los parlamentarios ingleses, él y sus fuerzas emplearon métodos e infligieron bajas entre la población civil irlandesa que durante mucho tiempo han sido consideradas comúnmente por fuentes contemporáneas, historiadores y la cultura popular como fuera del ejército aceptado. ética del día (ver más sobre el debate aquí). Después de que terminó la guerra de Cromwell en Irlanda, muchos de sus soldados se establecieron permanentemente en el este del Úlster.
En virtud de la Ley de asentamiento de 1652, se confiscaron todas las tierras de propiedad católica y se restauraron las plantaciones británicas en Irlanda, que habían sido destruidas por la rebelión de 1641. Sin embargo, debido a la enemistad de los escoceses con el Parlamento inglés en las etapas finales de la Guerra Civil Inglesa, los colonos ingleses, en lugar de los escoceses, fueron los principales beneficiarios de este plan.
Hubo una generación de calma en Irlanda hasta que estalló otra guerra en 1689, nuevamente debido a un conflicto político estrechamente alineado con diferencias étnicas y religiosas. La guerra de guilamitas en Irlanda (1689–91) se libró entre jacobitas que apoyaron la restauración del católico Jacobo II al trono de Inglaterra y los guilamitas que apoyaron al protestante Guillermo de Orange. La mayoría de los colonos protestantes en toda Irlanda, pero particularmente en el Úlster, lucharon del lado de los guilitas en la guerra contra los jacobitas. El temor a una repetición de las masacres de 1641, el temor a represalias por la persecución religiosa, así como su deseo de conservar las tierras confiscadas a los terratenientes católicos, fueron todos los principales factores motivadores.
Las fuerzas guilitas, compuestas por ejércitos británicos, neerlandeses, hugonotes y daneses, así como tropas levantadas en el Úlster, terminaron la resistencia jacobita en 1691, confirmando el monopolio del poder de la minoría protestante en Irlanda. Sus victorias en Derry, Boyne y Aughrim todavía son conmemoradas por la Orden de Orange en el siglo XXI.
Finalmente, otra gran afluencia de escoceses a Irlanda del Norte se produjo a finales de la década de 1690, cuando decenas de miles de personas huyeron de la hambruna en Escocia para llegar al Úlster.
Fue solo después de la década de 1690 que los colonos escoceses y sus descendientes, la mayoría de los cuales eran presbiterianos, obtuvieron una superioridad numérica en el Úlster, aunque todavía era una minoría en Irlanda en su conjunto. Junto con los católicos, estaban legalmente desfavorecidos por las leyes penales, que otorgaban plenos derechos solo a los miembros de la Iglesia de Irlanda (la iglesia estatal anglicana), que eran principalmente angloirlandeses (ellos mismos a menudo propietarios ausentes), conversos nativos irlandeses o los descendientes de colonos ingleses. Por esta razón, hasta el siglo XIX, hubo una considerable falta de armonía entre los disidentes y la ascendencia protestante gobernante en Irlanda. Con la aplicación de la Ley de Pruebas de 1703 de la reina Ana, que provocó una mayor discriminación contra todos los que no participaban en la iglesia establecida, un número considerable de escoceses de Úlster emigró a las colonias de la América británica a lo largo de los siglo XVIII y XIX. De hecho, estos 'escoceses-irlandeses' del Úlster y las tierras bajas de Escocia constituían el grupo más numeroso de inmigrantes de Gran Bretaña e Irlanda a las colonias americanas en los años previos a la Revolución Americana, con un estimado de 150.000 saliendo de Irlanda del Norte en ese momento.
Hacia fines del siglo XVIII, muchos presbiterianos escoceses-escoceses ignoraron las diferencias religiosas y junto con muchos irlandeses gaélicos católicos, se unieron a los irlandeses unidos para participar en la rebelión irlandesa de 1798 en apoyo de los ideales republicanos e igualitarios.

## Escocés-irlandés

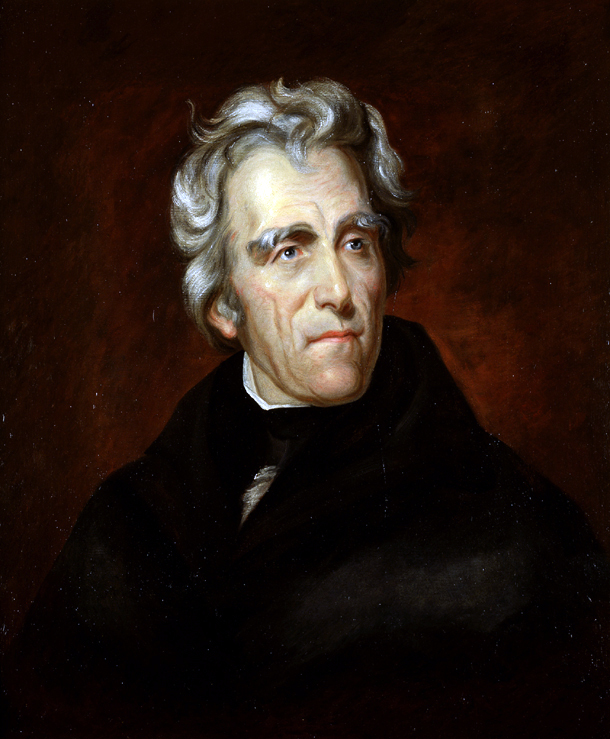
Andrew Jackson (7º presidente de los Estados Unidos) fue el primero de origen escocés-irlandés.

Solo unas pocas generaciones después de llegar al Úlster, un número considerable de escoceses del Úlster emigró a las colonias norteamericanas del Reino Unido. Entre 1717 y 1775, se estima que 200.000 emigraron a lo que se convirtió en los Estados Unidos de América. Casi al mismo tiempo, los británicos tomaron el control del territorio de Nueva Francia, lo que permitió que muchos escoceses de Úlster migraran a estas áreas también. Estas personas son conocidas como canadienses escoceses-irlandeses.
En el censo de Estados Unidos de 2000, 4,3 millones de estadounidenses (1,5% de la población de los Estados Unidos) afirmaron ascendencia escocesa-irlandesa. El autor y exsenador de los Estados Unidos Jim Webb sugiere que el número real de personas con alguna herencia escocesa-irlandesa en los Estados Unidos es más (más de 27 millones de personas) posiblemente porque los estadounidenses contemporáneos con alguna herencia escocesa-irlandesa pueden considerarse a sí mismos como irlandeses o escoceses, o simplemente americano en su lugar.

## Idioma

Hablantes de escocés del Úlster en Irlanda del Norte (censo de 2011)

La mayoría de los escoceses de Úlster hablan inglés del Úlster como primer idioma. El escocés del Úlster es el dialecto local del escocés, una lengua germánica que se habla principalmente en las tierras bajas de Escocia (distinto del gaélico escocés, una lengua celta). Desde 1980, ha llamado también "Ullans", un acrónimo de nueva creación popularizado por el médico, historiador aficionado y político Dr. Ian Adamson, la fusión de Úlster y lallans -la escoceses para "tierras bajas"  -pero también un acrónimo de "U lster-escoceses l anguage en l iteratura un nd n ative s Peech".
A mediados del siglo XX, el lingüista Robert John Gregg estableció los límites geográficos de las áreas de habla escocesa del Úlster basándose en información recopilada de hablantes nativos. Según su definición, el escocés del Úlster se habla en el centro y el este del condado de Antrim, el norte del condado de Down, el noreste del condado de Derry y en los pueblos pesqueros de la costa de Mourne. También se habla en el distrito de Laggan y partes del valle de Finn en el este del condado de Donegal y en el sur de Inishowen en el norte de Donegal. En un escrito de 2020, el lingüista Warren Maguire, nacido en Fintona, argumentó que algunos de los criterios que Gregg utilizó como distintivo de los escoceses del Úlster son comunes en el suroeste de Tyrone y se encontraron en otros sitios de Irlanda del Norte investigados por el Estudio Lingüístico de Escocia.

## Cultura
A lo largo de los siglos, la cultura escocesa del Úlster ha contribuido al carácter único de los condados de Irlanda del Norte. La Agencia Escocesa del Úlster señala la industria, el idioma, la música, el deporte, la religión y una miríada de tradiciones traídas al Úlster desde las tierras bajas escocesas. En particular, el origen de la música country y occidental fue en gran parte de la música folclórica escocesa del Úlster, además de los estilos inglés, alemán y afroamericano.
Las tradiciones culturales y los aspectos de esta cultura, incluidos sus vínculos con la música country, se articulan en el libro de David Hackett Fischer , Albion's Seed: Four British Folkways in America. En el documental de 2010 The Hamely Tongue, el cineasta Deaglán O Mocháin rastrea los orígenes de esta cultura y esta lengua y relata sus manifestaciones en la Irlanda de hoy. El título de la película se refiere al libro de James Fenton, The Hamely Tongue: A personal record of Úlster-Scots in County Antrim.

## Genética
La ascendencia norteamericana de la forma ligada al cromosoma X de la enfermedad genética diabetes insípida nefrogénica congénita se remonta a los escoceses del Úlster que viajaron a Nueva Escocia en 1761 en el barco Hopewell. 